# Грудкування

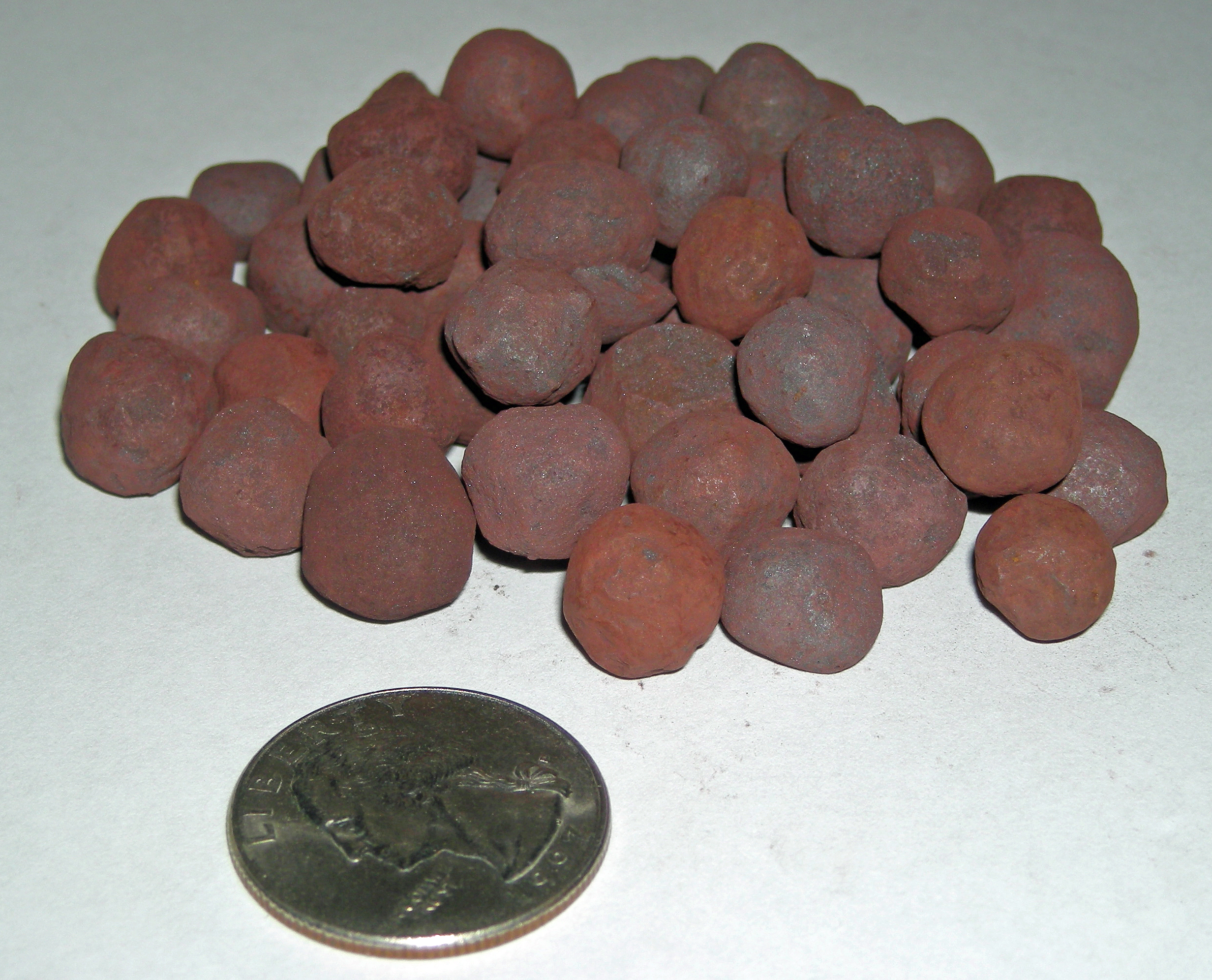
Таконітові котуни, які використовуються в металургії. Поряд розміщено монету у 25 американських центів, діаметр якої 24,26 мм.

Грудкування (рос. окускование, англ. aggregation, agglomeration, нім. Sintern n, Stückigmachen n, Stückigmachung f, Aggregatbildung f) — процес переробки дрібних класів корисних копалин у грудки (ґранули, брикети).

## Загальна характеристика
Грудкують матеріали крупністю часток менше 10 мм. Застосовують три способи грудкування: аґломерацію, брикетування, обкочування. У результаті грудкування часток одержують: при аґломерації — агломерат крупністю 5-60 мм, при обкатуванні — котуни (обкотиші) в осн. крупністю 9-16 мм, при брикетуванні — брикети різної геометричної форми та необхідних габаритів і маси. Із загального виробництва грудкованої сировини аґломерат займає близько 70 %, окатиші 28 % і брикети 2 %. Грудкування широко застосовується при аґломерації залізорудних концентратів та брикетуванні вугілля. У зв'язку з безперервним зниженням крупності металургійної і вугільної сировини після подрібнення перед збагаченням, актуальність грудкування зростає.

## Дослідження процесу грудкування рудних матеріалів
Руди і концентрати, отримані в результаті видобутку та збагачення, у більшості випадків непридатні для безпосередньої виплавки металів з різних причин: низької газопроникності, великого вмісту летких речовин і сірки, видалення яких вимагає великих витрат тепла. Тому руди і концентрати, що плануються до використання, спершу досліджують на здатність грудкуватися двома найбільш поширеними у промисловості способами — агломерацією і обкотуванням. Якщо ці матеріали мають мінімальну кількість шкідливих домішок (сірка, арсен, фосфор та ін.) та достатній вміст основного компоненту, то їх досліджують на грудкування брикетуванням або металізацією.
Крупність руди або концентрату — перша властивість, від якої залежить вибір способу грудкування. На агломерацію направляють матеріали крупністю до 6 — 8 мм, на обкатування — крупністю менше 1 мм. Для брикетування може бути використана шихта, яка задовольняє вимогам як агломерації, так і обкатування. Металізовані продукти одержують шляхом відновлення з матеріалів після грудкування. На вибір способу грудкування також впливають відстань між постачальником та споживачем грудкованого продукту, вид палива і склад шихти.
Виробництво агломерату звичайно розташовують поблизу металургійних заводів, а виробництво обкотишів (котунів) — біля збагачувальних фабрик. Розташування виробництва обкотишів біля збагачувальних фабрик дозволяє усунути також труднощі, пов'язані з перевезенням вологих тонкоподрібнених концентратів у зимовий період.
В порівнянні з виробництвом обкотишів виробництво агломерату обумовлює більшу запиленість робочих приміщень і навколишнього середовища (у атмосферу викидається 30 — 40 кг оксиду вуглецю на тонну готового агломерату). Тому при отриманні проби руди або концентрату приступають до проведення досліджень по грудкуванню з метою визначення основних технологічних параметрів та металургійних властивостей готового продукту.

### Дослідження процесу агломерації

Агломерація рудної сировини полягає у тому, що через шар шихти, який складається з рудної частини, ретуру (дрібного некондиційного агломерату), флюсу (вапняку, доломіту), різних добавок (окалини, шламів та ін.) і твердого палива, попередньо запаленого, просмоктується повітря. Агломерація застосовується для грудкування залізорудного матеріалу крупністю менше 6 — 8 мм, максимальний розмір твердого палива і флюсу — 3 мм.
Дослідження по агломерації проводять для визначення оптимальних параметрів шихти (лужність, вміст палива і вологи), процесу спікання (висота шару, питома продуктивність) і металургійних властивостей готового продукту (міцність, відновність та ін.). Агломерація тонкоподрібнених концентратів та рудного дріб'язку у вигляді наважок досліджуваної шихти (10 — 70 кг) здійснюється в агломераційних чашах періодичної дії (рис. 1).
Для попереднього розрахунку складу шихти необхідно визначити її хімічний склад:
- у залізорудній частині — залізо, закис заліза, кремнезем, глинозем, оксиди кальцію, магнію, сірки, фосфору, манґану, титану, калію і натрію, втрати при прожарюванні, що представлені леткими речовинами СО2, Н2О;
- у паливі — леткі речовини, вуглець, сірка, зола;
- у золі палива — ті ж самі речовини, що й у залізорудній частині;
- у флюсах — кремнезем, глинозем, оксиди кальцію і магнію, втрати при прожарюванні.
Потреби у матеріалах, флюсах та паливі планують на основі розрахунку необхідного числа дослідів і витрати шихти на один дослід.
Підготовка компонентів шихти та її приготування полягають у дробленні у валковій дробарці (для запобігання переподрібнення), змішуванні, зволоженні тонкорозпиленою водою і грудкуванні протягом 5 — 6 хв. у лабораторному барабанному грануляторі (обкотувачі). Від приготованої шихти методом скорочення відбирають пробу масою 3 — 4 кг для визначення вологості, хімічного та ґранулометричного складу.
Спікання змішаної та грудкованої шихти здійснюється на спеціальній установці (рис. 1), що включає агломераційну чашу діаметром 450—500 мм. Діаметр чаші у верхньому перерізі на 15 — 25 мм більше, ніж у нижньому, що знижує пристінний ефект на спікання та полегшує розвантаження готового агломерату. Колосникова решітка агломераційної чаші повинна мати отвори або щілини розміром не більше 5 — 6 мм і живий переріз 6 — 8 %. На колосникову решітку укладається шар постелі — готовий агломерат крупністю 10 — 20 мм і товщиною 25 — 30 мм. На шар постелі засипають шихту і протягом 0,7 — 1 хв. запалюють за допомогою пересувного горна. Температура запалювання складає 1150—1250 °С. Після запалювання процес спікання забезпечується просмоктуванням горнових газів через шар шихти при постійному розрідженні 8 — 12 кПа. Через кожну хвилину під колосниковою решіткою вимірюють розрідження і температуру відхідних газів. Температуру горнових газів і шихти по висоті шару фіксують контрольно-вимірювальними приладами.
Після закінчення досліду агломераційну чашу перекидають та вивантажують пиріг агломерату на лист, де він охолоджується до кімнатної температури. З охолодженого агломерату відбирають крупні шматки (+10 мм) і скидають з висоти 2 м на металічну плиту три рази, після чого виконують розсів. Придатним вважають агломерат крупністю +8 мм, поверненням (ретуром) — крупністю –8 мм. Для оцінки правильності вибору витрат палива, режиму спікання і обробки одержаного продукту вихід придатного агломерату зіставляють з розрахунковим балансовим виходом. Для найбільш характерних дослідів визначають хімічний склад агломерату.
Результати дослідів спікання оцінюють величиною питомої продуктивності установки по агломерату та якістю агломерату.
Оптимальним вважають дослід, в якому отримані найбільш високі технологічні показники та найкраща якість агломерату.

### Дослідження процесу обкочування
Обкочування — процес грудкування зволожених тонкоподрібнених матеріалів, оснований на їх здатності при перекочуванні утворювати гранули сферичної форми (обкотиші або котуни, окатиші) без застосування безпосереднього тиску. Для зміцнення зволожені окатиші піддають сушінню, випаленню та іншим видам обробки.
Процес одержання випалених обкотишів складається з трьох основних стадій: підготовки компонентів шихти до обкатування, одержання вологих обкотишів і їх зміцнюючого випалення. Вихідними матеріалами, що надходять для обкатування, можуть бути концентрат, дрібна руда, вапняк, зв'язуючі домішки, вода, тверде, рідке і газоподібне паливо.
Крупність шихти вирішальним чином впливає на властивості обкотишів. Звичайно для грудкування використовують концентрати, що містять 85 –95 % класу — 0,05 мм і добавки — бентоніт та вапняк, що висушені та подрібнені до 90 % класу — 0,05 мм.
Сировину досліджують з метою визначення оптимальних показників шихти (лужність, вміст зміцнюючої добавки, вологість), параметрів процесів грудкування та випалення (температура у зонах, питома продуктивність, витрати палива), а також металургійних властивостей готового продукту. Потребу у матеріалах і розрахунок шихти у дослідженнях по грудкуванню виконують аналогічно дослідженням по агломерації. Для розрахунку та складання шихти у вихідних матеріалах хімічним аналізом визначають ті ж речовини, що й при дослідженнях по агломерації — масову частину відновних та кислих оксидів, шкідливих домішок і летких речовин.
Висушені тонкоподрібнені добавки з'єднують із залізорудним концентратом у природному стані (повітряносухим або зневодненим до сипкого стану) та старанно перемішують. Наважку масою 3 кг завантажують у барабанний обкотувач. Для отримання однорідних котунів застосовують метод змінного зволоження та накатування. Вологу, при якій одержують найміцніші котуни, приймають оптимальною. Сирі обкотиші піддають таким випробовуванням:
– визначення виходу обкотишів діаметром 8 — 16 мм, для чого виконують їх розсів;
– визначення міцності на удар (пластичність), для чого 10 обкотишів скидають по одному на ґумову стрічку з висоти 500 мм;
– визначення міцності на роздавлювання, для чого 10 обкотишів по одному руйнують стиском до появи тріщин;
– визначення пористості, для чого 5 обкотишів висушують та за різницею маси до і після сушки оцінюють величину пористості.
За виходом придатних обкотишів (8 — 16 мм) і терміном грудкування визначають питому продуктивність (q) і здатність шихти до грудкування (G).
Для шихти G = 0,25 — 0,30 т/(год•м) бажано застосування барабанних обкотувачів, а з G > 0,35 т/(год•м) — чашевих.
Дослідження на термозміцнення сирих обкотишів виконують у два етапи. Спочатку визначають температуру розтріскування окремих сирих обкотишів та температуру випалення, що забезпечує їхню максимальну міцність на стиск. Для цього в електропіч з вертикальним робочим простором, що забезпечує температуру до 1350оС, у дротовій корзинці опускають навіску обкотишів масою 60 –70 г. Максимальна температура, при якій хоча б один обкотиш руйнується вибухоподібно, називають «температурою шоку». За її значенням судять про вплив зміцнюючих добавок і термостійкість обкотишів. Оптимальну температуру випалення та припустимі її коливання визначають за залежністю міцності на стиск від температури випалення в окисній атмосфері протягом 10 хв. Остаточні дослідження по термозміцненню обкотишів виконують у чаші для випалювання, що аналогічна агломераційній (рис. 1). Випалені обкотиші випробовують для визначення межі міцності при стиску (за допомогою преса), а також хімічним аналізом визначають вміст загального заліза і закису заліза (у випадку одержання окисних залізорудних обкотишів), після чого розраховують ступінь окиснення магнетитового концентрату.